# Ambivalentidea
「Ambivalentidea」（アンビヴァレンティディア）は、やなぎなぎの2枚目のシングル。2012年6月6日、ジェネオン・ユニバーサルから発売された。
収録曲のうち、タイトル曲「Ambivalentidea」はテレビアニメ『ヨルムンガンド』のエンディング・テーマに起用され、カップリング曲「白くやわらかな花」も『ヨルムンガンド』第4話でエンディング・テーマとして使用された。

## 収録曲
全作詞：やなぎなぎ
1. Ambivalentidea [4:38]
作曲・編曲：bermei.inazawa
テレビアニメ『ヨルムンガンド』エンディング・テーマ
ストリングスの複雑な和音とアンサンブルで魅せる、音響系を思わせる曲[2]。神秘的な雰囲気を有しており[3]、その独創性はhotexpressの平賀哲雄から「菅野よう子や坂本真綾を引き合いに出したくなる」と評された[4]。
やなぎ曰く、「Ambivalentidea」の歌詞は「矛盾」というテーマを表現したものであり、「Ambivalentidea」というタイトルも「ambivalent」と「idea」を組み合わせて「視覚化した矛盾」という意味を込めたという[3]。
2. 白くやわらかな花 [4:37]
作曲・編曲：bermei.inazawa
『ヨルムンガンド』の登場人物・チナツをイメージしつつ[1]、1人の女子の人生を花にたとえて表現した曲[3]。
テレビアニメ『ヨルムンガンド』第4話エンディング・テーマ
3. halo effect [3:39]
作曲・編曲：飛内将大
光背効果をテーマに書かれた[5]、エネルギッシュでポップな曲[3]。
4. Ambivalentidea（instrumental） [4:38]
5. 白くやわらかな花（instrumental） [4:36]
6. halo effect (instrumental) [3:40]